# Wisconsin Death Trip (album)
Wisconsin Death Trip je debutové album americké skupiny Static-X.
Album bylo nahráno už v roce 1998 v Grandmaster Studios v Los Angeles, ale vyšlo až v roce 1999. Album debutovalo na 107. místě žebříčku Billboard 200, ale dodnes se ho prodalo přes milion kusů. Static-X za něj získali platinovou desku, což se žádnému dalšímu jejich albu nepodařilo. Album produkoval Ulrich Wild a spoluprodukoval Wayne Static. Z alba vyšly tři singly – pravděpodobně nejúspěšnější singl Static-X „Push It“, dále „Im with Stupid“ a „Bled for Days“. Nahrávání alba bylo zdokumentováno na DVD Where the Hell Are We…, které ale nemohlo být nikdy vydáno, kvůli sporům se Sharon Osbourne. Na albu vyšly i některé písničky („December“), které vznikly ještě v kapele Deep Blue Dream (bývalá kapela několika členů Static-X). Na tuto desku navazovalo více než roční turné a také speciální edice alba Death Trip Continues, která obsahovala další bonusy a remixy. Skladby z tohoto alba tvoří dodnes základ všech koncertů Static-X. Hudebně nabízí album zajímavou kombinaci disko hudby a industrial metalu, tomuto stylu začali Static-X říkat "Evil disco". Název alba je přejatý z názvu knihy (později i zfilmované), která obsahovala historické fotografie z jednoho okresu ve Wisconsinu.

## Seznam skladeb
| Pořadí | Název                 | Délka |
| ------ | --------------------- | ----- |
| 1.     | Push It               | 2:35  |
| 2.     | I'm with Stupid       | 3:25  |
| 3.     | Bled for Days         | 3:46  |
| 4.     | Love Dump             | 4:20  |
| 5.     | I Am                  | 2:47  |
| 6.     | Otsegolation          | 3:32  |
| 7.     | Stem                  | 2:55  |
| 8.     | Sweat of the Bud      | 3:30  |
| 9.     | Fix                   | 2:50  |
| 10.    | Wisconsin Death Trip  | 3:09  |
| 11.    | Trance Is the Motion  | 4:50  |
| 12.    | December              | 6:18  |
| 13.    | Down (bonusová píseň) | 3:15  |

## Sestava
- Wayne Static – zpěv, kytara, programování
- Kóiči Fukuda – hlavní kytara, programování
- Tony Campos – basová kytara, vokály v pozadí
- Ken Jay – bubny